# 박대선
박대선(朴大善, 1916년 4월 15일 ~ 2010년 4월 29일)는 경상북도 의성 출신의 대한민국의 종교인이자 교육자이다. 연세대학교의 제4·5·6대 총장을 역임하였다.

## 학력
- 1940년 일본 간사이 가쿠인 대학교 영어영문학과 학사 졸업
- 1942년 일본 간사이 가쿠인 대학교 신학석사
- 1955년 미국 보스턴 대학교 대학원 신학박사

## 명예 박사 학위
- 1968년 고려대학교 명예 법학박사
- 1974년 일본 국제기독교대학교 명예 인문과학 박사
- 1982년 연세대학교 명예 문학박사
- 1989년 일본 간사이 대학교 명예 법학박사

## 경력
- 1955년 감리교신학대학교 교수 ( ~ 1964년)
- 1964년 연세대학교 총장 ( ~ 1975년)
- 1983년 한국선명회 회장 ( ~ 1989년)
- 1988년 대한성서공회 이사장

## 참고 자료
- 박대선 - 연세대학교

| 전임 윤인구 | 제4·5·6대 연세대학교 총장 1964년 9월 - 1975년 4월 | 후임 이우주 |